# Hopkinton (New York)
Pour les articles homonymes, voir Hopkinton.
Hopkinton est une ville du comté de St. Lawrence, dans l’État de New York aux États-Unis.